# Ratusz w Skierniewicach
Ratusz w Skierniewicach – budowla powstała w 1847 według projektu Henryka Marconiego w stylu neorenesansowym.
Ratusz zbudowano w zwartym ciągu kamienic. Na początku XX wieku został częściowo przebudowany. Podczas II wojny światowej pełnił funkcję więzienia.